# Seydou Keita
Seydou Keita (født 16. februar 1980 i Bamako) er en fodboldspiller fra Mali. Han har gennem karrieren spillet for blandt andet Sevilla, FC Barcelona, Valencia og AS Roma.
Keita har desuden (pr. april 2018) spillet 102 kampe og scoret 25 mål for Malis landshold.